# Umweltraum
Der Umweltraum (auch Umweltnutzungsraum, engl. „environmental utilization space“) bezeichnet einen Möglichkeitsraum von Ressourcen-Extraktion und Emissionen-Ausstoß, innerhalb dessen eine Gesellschaft produzieren und konsumieren kann, ohne die Grenzen der jeweiligen Ressourcen-Regeneration und Emissionen-Absorption zu übersteigen.

## Geschichte
Der niederländische Umweltökonom Johannes B. Opschoor hat den Begriff des Umweltraums seit den späten 1980er Jahren in verschiedenen Publikationen als Instrument für eine nachhaltige Entwicklung vorgeschlagen. Er versteht die Erde als eine komplexe Infrastruktur, die der Gesellschaft Ressourcen zur Verfügung stellt und Emissionen und Abfall des gesellschaftlichen Metabolismus absorbiert. Die Grenzen des Umweltraums ergeben sich aus der dauerhaft möglichen Umweltraum-Nutzung, d. h. einer Nutzung die die Umwelt-Infrastruktur intakt lässt.
Die Grenzen des Umweltraums sind dynamisch: eine Übernutzung von nachwachsenden Ressourcen kann einen verkleinerten Umweltraum zu einem späteren Zeitpunkt zur Folge haben, genauso wie hohe Emissionen und Abfall die Absorptionsfähigkeit der Umwelt verringern können.
Das Instrument des Umweltraums ist, zumindest laut dem Vorschlag von Opschoor, im Prinzip sowohl im Sinne der starken als auch der schwachen Nachhaltigkeit einsetzbar. Das Instrument setzt die Umwelt als Ganzes notwendig voraus, behauptet aber keinen notwendige Komplementarität von bestimmten Ressourcen und hergestelltem Kapital; es schließt solche Komplementaritäten aber auch nicht aus.

## Anwendung
Der Umweltraum fungierte zunächst als ordnender Begriff für verschiedene nationale Nachhaltigkeits-Pläne; unter anderem in den Niederlanden (1992) und in Deutschland (1996). In diesen Berichten wird der Umweltraum mit der Gerechtigkeitsvorstellung eines Pro-Kopf-Rechts auf gleiche Umweltraumnutzung verbunden. Friends of the Earth (deutscher Ableger: Bund für Umwelt und Naturschutz Deutschland) erstellte 1994 einen europäischen Bericht; latein-amerikanische Nachhaltigkeitsberichte in Brasilien, Chile und Uruguay folgten 1998 im Zuge des Programa Cono sur Sustenable. Wie in dem europäischen Umweltraumbericht kommt hier eine weitere normative Überlegung ins Spiel: die Grenzen des Umweltraums sollen nicht überschritten werden, aber die für ein würdiges Leben minimal notwendige Umweltraumnutzung darf auch nicht unterschritten werden („linea de dignidad“). Schließlich dient der Umweltraum mit Beginn des 21. Jahrhunderts verstärkt für globale Analysen. Er wurde unter anderem als Instrument für eine globale Umverteilungssteuer ins Gespräch gebracht.
Häufig wird auch der ökologische Fußabdruck (engl. „ecological footprint“), ein von Mathis Wackernagel und William Rees entwickeltes Umwelt-Accounting Werkzeug, dem Umweltraumansatz zugeordnet (siehe ökologischer Fußabdruck).

## Kritik
Scharf kritisiert wurde das Instrument insbesondere in seiner Anwendung für nationale Nachhaltigkeitsberichte. Aus kommunitaristischer Sicht wird argumentiert, dass die Operationalisierung der nachhaltigen Entwicklung durch den Umweltraum, die Identitätsstiftende, gemeinschaftliche Funktion der Natur nicht verstehbar machen könne, weil die Operationalisierung auf einem liberal-individualistischen Begriff der Moderne beruhe.
Laut einem anderen Einwand ist der Umweltraum-Ansatz unzureichend, weil er die funktionalen Räume, in denen gesellschaftliche Akteure nicht als „Naturwesen“ im Umweltraum, sondern als Arbeitnehmer und Unternehmer, Familien oder Verbände leben, nicht ausreichend mitberücksichtigt. Die Forderung nach einer Einhaltung von Umweltraumgrenzen sei daher „Traum vom Umweltraum“, eher sozialwissenschaftliche Bankrotterklärung denn Instrument für nachhaltige Entwicklung.
Aus ökologischer Sicht wird eingewandt, dass der Umweltraum die Vielfalt der Natur reduziere und auf eine sozial und ökologisch fragwürdige zentrale Umweltplanung hinauslaufe.